# أرني جونسون
أرني جونسون (بالإنجليزية: Arnie Johnson)‏ مواليد 16 مايو 1920 في غونفيك - الوفاة 06 يونيو 2000، كان لاعب كرة سلة أمريكي. بدأ مسيرته الاحترافية في سنة 1946. بلغ طوله 6 قدم 5 بوصة (2.0 م). لعب مع سكرامنتو كينغز في الدوري الأمريكي لكرة السلة للمحترفين اعتزل اللعب في 1953. فاز بلقب دوري إن بي إيه.

## روابط خارجية
- أرني جونسون على موقع إن بي أي (الإنجليزية)
- أرني جونسون على موقع سبورتس رفرنس (الإنجليزية)
- أرني جونسون على موقع ريلجم (الإنجليزية)
- أرني جونسون على موقع بروبوليرز (الإنجليزية)
- أرني جونسون على موقع سبورتس رفرنس (الإنجليزية)